# Île Princess Royal
L'île Princess Royal (en anglais : Princess Royal Island) est une île de la côte de la Colombie-Britannique, au Canada. 